# Swedbank

Le siège lituanien de Swedbank à Vilnius

Swedbank AB (ou anciennement FöreningsSparbanken) est une banque basée à Stockholm en Suède et présente aussi en Estonie, en Lituanie, en Lettonie et en Ukraine. Elle dessert 8,8 millions de clients individuels et 441.000 entreprises. Swedbank compte 750 agences en Suède. La banque emploie 16 000 personnes à travers ses activités en Suède et à l'étranger. Swedbank est cotée au OMX Stockholm 30.
Swedbank est l'une des principales banques de Suède, avec Nordea, Handelsbanken et SEB (Skandinaviska Enskilda Banken).

## Histoire
La première caisse d'épargne suédoise a été fondée à Göteborg en 1820. En 1992, un certain nombre de caisses d'épargne locales ont fusionné pour créer Sparbanken Sverige (Caisse d'épargne de Suède), qui était connue simplement sous le nom de Sparbanken (" La Caisse d'épargne "). En 1995, cette banque a été cotée en bourse. En 1997, la banque a fusionné avec Föreningsbanken et leurs noms ont été combinés pour créer Foreningssparbanken.
En 1998, Swedbank acquiert 50 % de Hansabank présente dans les pays baltes, depuis cette participation est montée à 100 % et les agences Hansabank ont été renommées Swedbank en 2009.
Swedbank a encore une coopération étroite avec environ 80 caisses d'épargnes locales indépendantes qui ont choisi de ne pas adhérer à la fusion de 1992. Ces caisses d'épargnes utilisent majoritairement le logo et l'infrastructure de Swedbank.
En 2001, une offre de fusion avec SEB (Skandinaviska Enskilda Banken) a échoué du fait de l'opposition de la Commission européenne qui a estimé que la société fusionnée aurait eu une position dominante sur le marché bancaire suédois.
En septembre 2006, Foreningssparbanken AB a changé son nom pour Swedbank AB.
En 2019, la banque est soupçonnée d'activités de blanchiment.

## Position sur le marché
Swedbank est la plus grande banque de Suède, d'Estonie et de Lettonie et la deuxième en Lituanie,. En 2025, la banque comptait 7 millions de clients particuliers et 555 000 entreprises clientes. Pendant la majeure partie des années 2010 et 2020, Swedbank s'est régulièrement classée parmi les banques suédoises les moins bien notées en matière de satisfaction client,,,.

## Actionnaires
Liste des principaux actionnaires au 30 octobre 2019.
| Swedbank Robur Fonder                  | 12,0% |
| Föreningen Sparbanksintressenter       | 10,8% |
| Alecta Pension Insurance               | 4,84% |
| AMF Fonder                             | 4,74% |
| AFA Sjukförsäkringsaktiebolag          | 2,92% |
| The Vanguard Group                     | 2,44% |
| Norges Bank Investment Management      | 2,31% |
| SEB Investment Management              | 1,75% |
| DWS Investment GmbH                    | 1,68% |
| Capital Research & Management (Global) | 1,66% |

## Sources
- (en) Cet article est partiellement ou en totalité issu de l’article de Wikipédia en anglais intitulé « Swedbank » (voir la liste des auteurs).